# DDR4 SDRAM

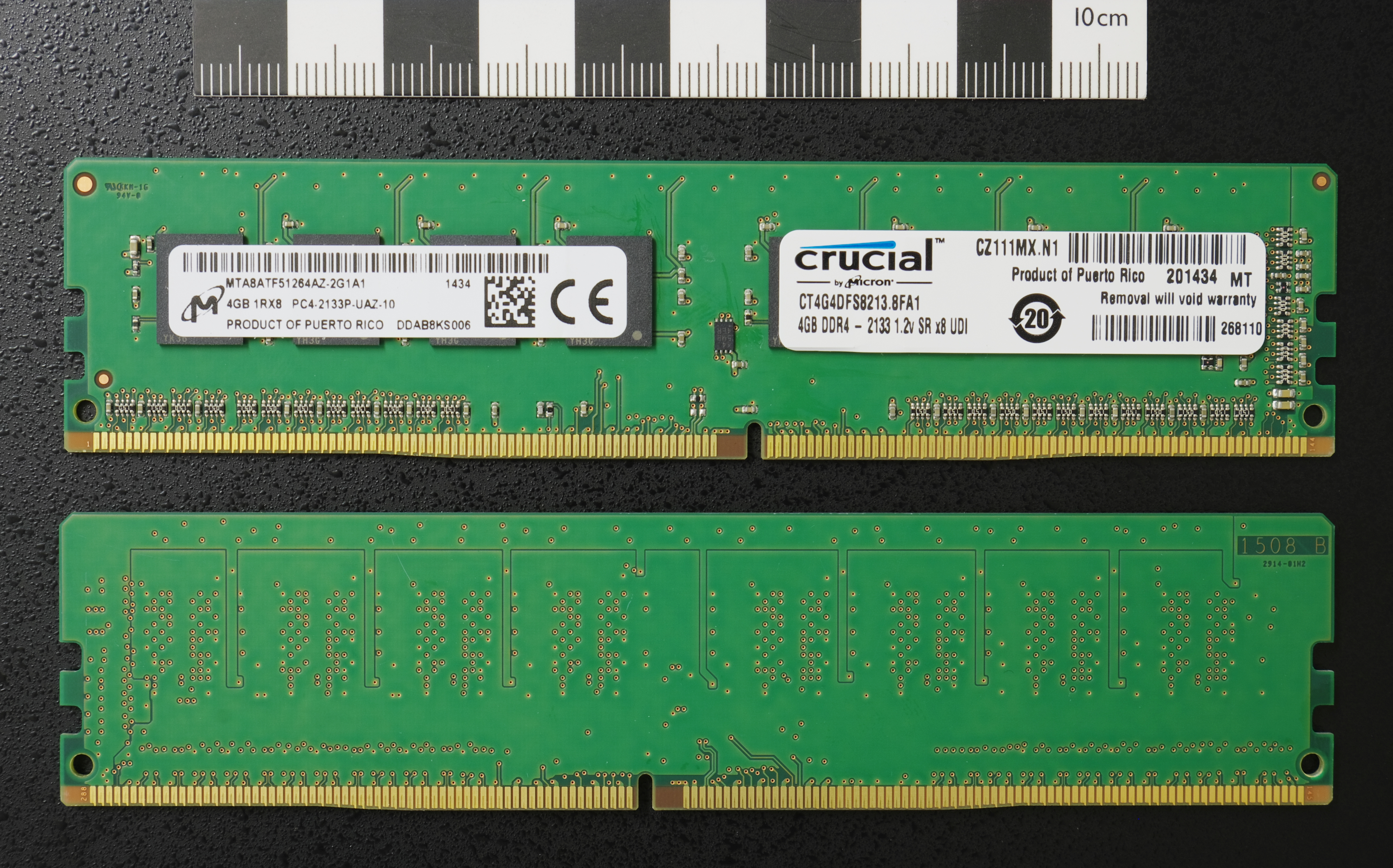
DDR4 modul

DDR4 SDRAM (anglicky double-data-rate 4 SDRAM) je typ operační paměti pro počítače, který byl uveden v roce 2014. Jsou nástupcem pamětí DDR3 SDRAM a nejsou zpětně kompatibilní se staršími moduly kvůli rozdílnému napájecímu napětí i fyzickému provedení konektoru. Nejprve byly uvedeny ECC moduly, později na konci roku 2014 doprovázely uvedení serverového typu procesorů Haswell-E na trh.

## Parametry

16 GiB-DDR4-RAM

Architekturou jsou paměti stejné už od 70. let, stále jde o typ DRAM. Jak už je tomu vždy u nových typů DDR RAM, ani DDR4 není elektricky slučitelná s předchozími typy. Tzv. zámek je opět posunut, aby nedošlo k nekompatibilnímu zapojení do patice jiného typu. Provozní napětí bylo sníženo na 1,05 – 1,2V. Počítá se opět s vyššími frekvencemi a tedy i s větší přenosovou rychlostí (1,6 - 3,2 GT/s). Časování je zvýšeno minimálně na CL12. 

Čipy by měly být vytvořeny 20nm technologií. Architektura umožní jednodušší komunikaci s PCI sběrnicemi. Zároveň bude paměť osazena více piny (DIMM 284 a SO-DIMM 256), které budou pouze 0,85 mm široké. Vícevrstvý plošný spoj také vytvoří o 0,2 mm tlustší modul.

Ztenčení čipové struktury umožní tedy vyšší frekvence, a zároveň sníží energetické nároky (až o 40 % nižší spotřeba).

## Historie
První prototyp DDR4 byl vyvinut společností Samsung a zveřejněn v lednu 2011. JEDEC začal na novém typu pracovat už v roce 2005, asi 2 roky před uvedením DDR3 v roce 2007. Dokončení architektury DDR4 bylo plánováno v roce 2008.
Předběžné informace byly zveřejněny v roce 2007, a mluvčí z Qimonda poskytl další veřejné informace ve své prezentaci v srpnu 2008 v San Franciscu na Intel Developer Fóru (IDF).
DDR4 se vyznačuje výrobním procesem 30 nm při napětí 1,2 voltů, s frekvencí sběrnice 2133 MT / s „normální“ rychlostí a 3200 MT / s „pro nadšence“ rychlostí. Vystoupil na trhu v roce 2012. V roce 2013 se napětí snížilo až na 1 volt. Následně byly další detaily zveřejněny při MemConu 2010 v Tokiu. Prezentace ředitele JEDEC "Čas přehodnotit DDR4" vedlo některé webové servery, ke zprávě, že zavedení DDR4 bylo pravděpodobně nebo definitivně odloženo až do roku 2015. Nicméně zkušební vzorky DDR4 byly uvedeny v souladu s původním harmonogramem na počátku roku 2011, ve kterém výrobci zmiňují ponechání rozsáhlé komerční výroby a uvolnění na trh naplánované na rok 2012.
V letech 2015 a 2016 by měly tyto operační paměti získat většinový podíl na trhu a nahradit tak DDR3.
Přechod z DDR3 na DDR4 tedy trvá déle, než zhruba pětiletý přechod z DDR2 na DDR3. Z části je to proto, že změny, které je potřeba učinit u ostatních komponent ovlivní všechny části počítačových systémů, které bude pro spolupráci s DDR4 potřeba aktualizovat. V únoru 2009, Samsung ověřil 40nm DRAM čipy, což se dá považovat za "významný krok" směrem k vývoji DDR4 neboť v roce 2009 DRAM čipy teprve začínaly směřovat k výrobnímu procesu 50nm. V lednu 2011 Samsung oznámil dokončení a uvolnění pro testování modulu 2 GiB DDR4 DRAM na základě výrobního procesu mezi 30 a 39 nm. Maximální rychlost přenosu dat je 2.133 MT / s při 1,2 V, při využití technologie převzaté z grafické paměti DDR. Modul DDR4 čerpá o 40% méně energie než DDR3.
O tři měsíce později v dubnu 2011 firma Hynix oznámila výrobu 2 GiB DDR4 modulů na 2400 MT /s běžících na 1,2 V a výrobním procesu mezi 30 a 39 nm (přesné číslo není specifikované) a dodala, že předpokládá zahájení vysokoobjemové výroby v druhé polovině roku 2012.
V květnu 2012, Micron oznámil, že se zaměřuje na zahájení výroby 30nm modulů ke konci roku 2012.
V září 2012, JEDEC vydal finální specifikaci DDR4.
V dubnu 2014 firma Hynix oznámila, že vyvinula jako první na světě modul s nejvyšší hustotou 128 GiB založený na 8 Gib DDR4 pomocí 20 nm technologie. Modul pracuje na 2133 MHz, s 64bit I / O, a zpracuje až 17 GB dat za sekundu. Hynix předpokládá komercializaci DDR4 SDRAM do roku 2015 a standardizaci do roku 2016.
Konec éry DDR4 se očekával kolem roku 2020 (kdy bylo počítáno dokonce se 128 GB moduly). 

## Následníci
V témže roce 2020 přichází na trh paměť DDR5 a v červenci téhož roku byla oficiálně zveřejněna specifikace. Hardwarově byl zářez v kontatní liště modulu posunut o 0,3 cm směrem ke středu oproti verzi DDR4. Potřebné provozní napětí je generováno přímo v modulu. Je napájen 12 V a modul generuje napětí 0,5 až 1,8 V. Je zde 16násobný a volitelný 32násobný prefix a rozdělení rozhraní do dvou kanálů. Vícestupňová ekvalizace signálu, digitální FFE (Feed Forward Equalizer) ve vysílači, analogové s CTLE (Continuous Feedback Equalizer) a digitální se čtyřstupňovým DFE(Decision Feedback Equalizer) v přijímači. Tyto možnosti vedly ke zvýšení taktovací frekvence. Původně moduly DDR5 začaly na 4800 MHz a během dvou let se frekvence zvýšila na 8000 MHz.
Další nadcházející technologie podle dosavadního vývoje, je SDRAM Post-DDR 5. Vývoj začal počátkem roku 2019. Kromě zachování základní architektury současného standardu DDR RAM se diskutuje o použití rozhraní RAM a rozhraní PCI Express. 
Historický vývoj jiných počítačových sběrnic směřuje k nahrazování paralelního rozhraní sériovým, jako například u SATA, kdy jeho předchůdcem byla paralelní sběrnice PATA a mnoho dalších příkladů jako náhrada paralelních portů sériovými a později USB. Obecně platí, že sériové sběrnice jsou snadněji škálovatelné a pro návrh plošných spojů a samotných vodičů mnohem jednodušší na vývoj.
V roce 2011 JEDEC také představil standard Wide I/O 2, využívající podobné schéma jako Hybrid Memory Cube. Toto uspořádání paměti poskytuje větší šířku pásma a lepší výkon než DDR4. Umožňuje široké rozhraní s kratší délkou signálu. Jejím cílem je především nahradit různé mobilní SDRAM standardy DDRX používané ve vysoce výkonných vestavěných a mobilních zařízení, jako jsou chytré telefony.